# Start Fellows
Start Fellows — грантовая программа для технологических предпринимателей. До мая 2014 года — инициатива Павла Дурова и Юрия Мильнера. После — проект «ВКонтакте» по поддержке стартапов, использующих интеграцию с социальной сетью. Программа работает с 2011 года. 
В сентябре 2012 года британская редакция издания Wired поставила Start Fellows на третье место в списке самых «горячих» явлений в стартап-индустрии России. C февраля 2013 по январь 2015 г. SF курировала бывший редактор Roem.ru Людмила Кудрявцева.

## Грантовая программа Дурова и Мильнера
Первоначально Start Fellows был одним из меценатских проектов Павла Дурова и инвестора Юрия Мильнера. Вдохновением для него служил венчурный фонд Y Combinator, инвестирующий небольшие суммы на самых ранних стадиях.
В рамках Start Fellows стартапы соревновались за денежный грант на сумму $25000 для дальнейшего развития проекта, возможность использовать ресурсы компаний, принадлежащих учредителям гранта, и представление экспертам и организациям, значимым на российском интернет-рынке. Программа приняла несколько тысяч заявок и сформировала активное сообщество в социальной сети, которое стало площадкой для обсуждения, улучшения и отбора заявок на грант.
Финалистами конкурса становились, в основном, проекты социальной направленности. На момент получения гранта у некоторых из них не было модели заработка.
Среди проектов, получивших грант — блог-платформа Stampsy, социальный будильник «Будист», онлайн-издание TJournal.ru, сервис для планировки помещений Planner 5D, система рекомендаций Surfingbird, образовательный ресурс Rosalind и служба поиска доноров крови DonorSearch.ru. Всего грант получили 24 стартапа.
В апреле 2013 года Павел Дуров в интервью сообщил, что запускает в США облачный кластер для проектов Start Fellows — Digital Fortress. Впоследствии на его базе был запущен мессенджер Telegram.

## Грантовая программа «ВКонтакте»
После мая 2014 года поддержу Start Fellows взяла на себя компания «ВКонтакте». Подход к награждению стал системным: ежемесячно грант получает три компании. Социальная сеть консультирует проекты и выделяет им эквивалентный сумме гранта рекламный бюджет.
В октябре 2014 партнёрами программы стали хостинг-провайдер Селектел и коворкинг «Зона Действия». «Селектел» предоставляет финалистам Start Fellows грант на развитие технологической инфраструктуры на базе собственных дата-центров. «Зона Действия» выделяет им пространство для работы.
Победителями Start Fellows в новом формате в 2014 году стали приложение «Расписание вузов», сервис мобильных онлайн-трансляций LiveCamDroid, образовательный проект HTML Academy, онлайн-платформа для обучения UniusLearning, приложение для чтения нераспознанного текста Shuffle Reader, приложение для поиска водителей и пассажиров «Попутчик», облачная операционная система Orbios, сервис рекрутмента в социальной сети Oneindex, агрегатор учебных материалов Смартия, служба профессиональных консультаций для музыкантов Promeo, сервис мониторинга активности в социальных сетях Onliner, фильтр интернет-контента Good.media, платформа для размещения и просмотра платных образовательных материалов Besmart. DonorSearch.ru, участвовавший в грантовой программе в 2012 году, получил новый грант в декабре 2014.